# شربين عطر
السِّدرال أو التونة أو الشَّربين العَطِر أو شربين الأكاجو أو شربين أمريكا (الاسم العلمي: Cedrela odorata)، هو نبات ينتمي إلى (فصيلة: Meliaceae).